# Republica Albaneză
Republica Albaneză (albaneză: Republica Shqiptare) a fost numele oficial al Albaniei ca urmare a semnării Constituției din 1925. Republica a fost sub influența Italiei, dar a beneficiat de ajutor și, de asemenea, atât de securitatea italiană și albaneză cât și a intereselor lor împotriva Greciei, la care ambele țări au certurile cu teritoriale.